# Foetidia africana
Foetidia africana är en tvåhjärtbladig växtart som beskrevs av Bernard Verdcourt. Foetidia africana ingår i släktet Foetidia och familjen Lecythidaceae. Inga underarter finns listade i Catalogue of Life.